# Bandera d'Oristà
La bandera oficial d'Oristà té la següent descripció:
Bandera apaïsada, de proporcions dos d'alt per tres de llarg, blau clar, amb una aspa blanca de gruix 1/4 de l'alçària del drap i amb el rombe horitzontal format a l'encreuament de l'aspa de color vermell.
Va ser aprovada el 27 de gener de 2006 i publicada en el DOGC el 16 de febrer del mateix any amb el número 4574.